# Tynderö socken
Tynderö socken i Medelpad  ingår sedan 1971 i Timrå kommun och motsvarar från 2016 Tynderö distrikt.
Socknens areal är 53,30 kvadratkilometer allt land. År 2000 fanns här 717 invånare. Sockenkyrkan Tynderö kyrka ligger i socknen. 

## Administrativ historik
Tynderö socken har medeltida ursprung. 
Vid kommunreformen 1862 övergick socknens ansvar för de kyrkliga frågorna till Tynderö församling och för de borgerliga frågorna bildades Tynderö landskommun. Landskommunen inkorporerades 1952 i Hässjö landskommun som 1971 uppgick i Timrå kommun.
1 januari 2016 inrättades distriktet Tynderö, med samma omfattning som församlingen hade 1999/2000. 
Socknen har tillhört fögderier, tingslag och domsagor enligt vad som beskrivs i artikeln Medelpad.  De indelta båtsmännen tillhörde Första Norrlands andradels båtsmanskompani.

## Geografi
Tynderö socken omfattar yttre delen av halvön öster om Klingerfjärden samt Åstön. Socknen är en småkuperad skogig kusttrakt.

## Fornlämningar
Från bronsåldern har anträffats cirka 70 stycken gravrösen, varav ett långröse vid Våle. Från järnåldern har anträffats flera gravhögar.

## Namnet
Namnet (1535 Tyndher) har ovisst ursprung. Namnet har antagits bildats till tunder, 'fnöske' då syftande till platser där sådant plockats.

## Befolkningsutveckling
| Befolkningsutvecklingen i Tynderö socken 1750–1990                                                       | Befolkningsutvecklingen i Tynderö socken 1750–1990 | Befolkningsutvecklingen i Tynderö socken 1750–1990 | Befolkningsutvecklingen i Tynderö socken 1750–1990 | Befolkningsutvecklingen i Tynderö socken 1750–1990 |
| --- | -------------------------------------------------- | -------------------------------------------------- | -------------------------------------------------- | -------------------------------------------------- |
| |                                                    |                                                    |                                                    |                                                    |
| År |                                                    |                                                    | Folkmängd                                          |                                                    |
| 1750 | 1750                                               |                                                    | 282                                                |                                                    |
| 1760 | 1760                                               |                                                    | 350                                                |                                                    |
| 1769 | 1769                                               |                                                    | 395                                                |                                                    |
| 1780 | 1780                                               |                                                    | 426                                                |                                                    |
| 1790 | 1790                                               |                                                    | 434                                                |                                                    |
| 1800 | 1800                                               |                                                    | 516                                                |                                                    |
| 1810 | 1810                                               |                                                    | 514                                                |                                                    |
| 1820 | 1820                                               |                                                    | 616                                                |                                                    |
| 1830 | 1830                                               |                                                    | 709                                                |                                                    |
| 1840 | 1840                                               |                                                    | 768                                                |                                                    |
| 1850 | 1850                                               |                                                    | 844                                                |                                                    |
| 1860 | 1860                                               |                                                    | 981                                                |                                                    |
| 1870 | 1870                                               |                                                    | 1 062                                              |                                                    |
| 1880 | 1880                                               |                                                    | 1 250                                              |                                                    |
| 1890 | 1890                                               |                                                    | 1 283                                              |                                                    |
| 1900 | 1900                                               |                                                    | 1 376                                              |                                                    |
| 1910 | 1910                                               |                                                    | 1 423                                              |                                                    |
| 1920 | 1920                                               |                                                    | 1 366                                              |                                                    |
| 1930 | 1930                                               |                                                    | 1 258                                              |                                                    |
| 1940 | 1940                                               |                                                    | 1 107                                              |                                                    |
| 1950 | 1950                                               |                                                    | 985                                                |                                                    |
| 1960 | 1960                                               |                                                    | 800                                                |                                                    |
| 1970 | 1970                                               |                                                    | 552                                                |                                                    |
| 1980 | 1980                                               |                                                    | 562                                                |                                                    |
| 1990 | 1990                                               |                                                    | 626                                                |                                                    |
| Anm: Källor: Umeå universitet - Tabellverket 1749-1859, Demografiska databasen, CEDAR, Umeå universitet. |                                                    |                                                    |                                                    |                                                    |